# Glypta rufipes
Glypta rufipes är en stekelart som beskrevs av Maximilian Spinola 1851. Glypta rufipes ingår i släktet Glypta och familjen brokparasitsteklar. Inga underarter finns listade i Catalogue of Life.